# Хамбах (Диц)
Хамбах (нем. Hambach) — община в Германии, в земле Рейнланд-Пфальц.
Входит в состав района Рейн-Лан. Подчиняется управлению Диц. Население составляет 489 человек (на 31 декабря 2010 года). Занимает площадь 2,76 км².